# El Frutal (Villa Nueva)
El Frutal, es una zona urbana comercial y residencial que pertenece a las zonas 5 y 12 de Villa Nueva, en el departamento de Guatemala, Guatemala. Está asentada en el sureste del Valle de La Virgen, a una distancia de 7.2 kilómetros del centro de la Cabecera Municipal de Villa Nueva y a 15 kilómetros de la zona 1 de la ciudad capital. El Bulevar El Frutal conecta la Avenida Petapa con la Calle Real, dicha localidad colinda al norte con la zona 6 de Villa Nueva, al este con San Miguel Petapa, al sur  con la zona 4 de Villa Nueva y al oeste con la Zona 1 de Villa Nueva. Se estima que más de 50 mil personas habitan dicha comunidad.

## Historia
Antiguamente la Finca El Ingenio Frutal administraba lo que actualmente es la zona 5 y parte de la zona 12 de Villa Nueva, una parte de dicha finca pertenecía al municipio de San Miguel Petapa pero  según el Acuerdo de 29 de noviembre de 1920 se anexó completamente a Villa Nueva.
El Frutal, ubicado en la ciudad de Villa Nueva, Guatemala, es un territorio que guarda una rica y compleja historia, cuya importancia ha trascendido desde la época prehispánica hasta convertirse en una zona moderna y urbanizada. Actualmente conocido por sus centros comerciales y residenciales, este espacio fue, en su origen, un asentamiento maya, y más tarde, una finca e ingenio azucarero de gran relevancia en la región.
Los registros arqueológicos de El Frutal evidencian que fue habitado por pueblos prehispánicos de origen poqomam entre los años 600 y 1000 d. C. A mediados del siglo XX, el arqueólogo alemán Edwin M. Shook descubrió montículos que formaban parte de una estructura mayor de origen maya. El sitio fue descrito como uno de los más grandes del Valle de Guatemala después de Kaminaljuyú, lo que subraya la relevancia que tuvo esta área en tiempos precolombinos. Las investigaciones indican que los habitantes de esta región mantenían una organización social y cultural avanzada, cuya influencia se extendió por todo el valle.
Con la llegada de los colonizadores europeos y la expulsión de la orden Dominica en 1829, muchas tierras cambiaron de manos, y la finca El Frutal fue adquirida por la familia Porras. Para finales del siglo XIX, el lugar se consolidó como un ingenio azucarero que abarcaba un vasto territorio, incluyendo áreas que hoy forman parte de San Miguel Petapa y zonas colindantes de Villa Nueva. El ingenio, que comenzó a operar formalmente en 1882, poseía una infraestructura avanzada para su tiempo, con acueductos, hornos, molinos y una estación de ferrocarril, marcando un importante hito en el desarrollo industrial de la región.

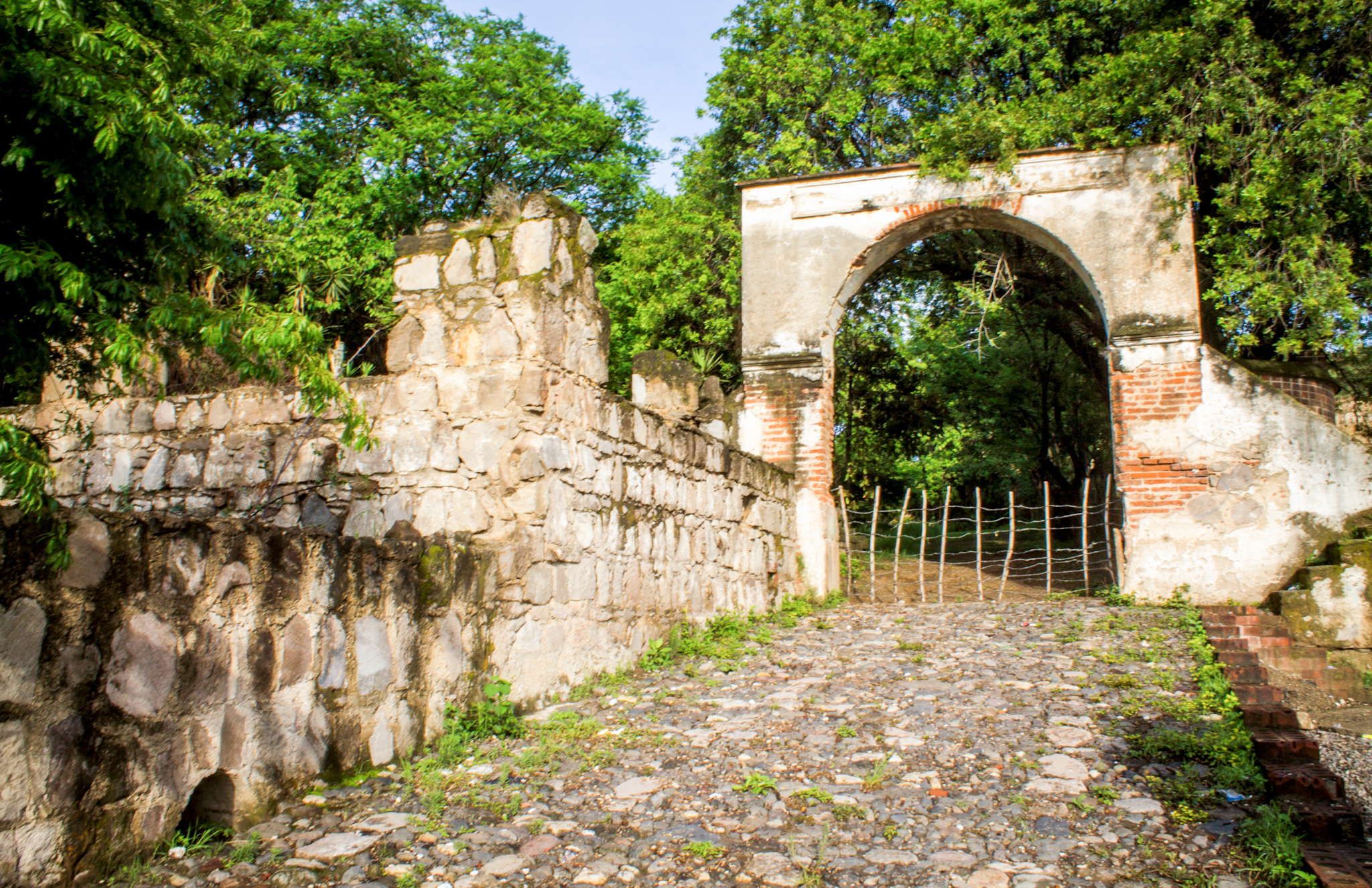
Ingreso a la antigua finca El Frutal.

A lo largo del siglo XX, el ingenio perdió relevancia económica, y la finca fue fragmentada y vendida a distintas empresas inmobiliarias. Sin embargo, persisten algunos vestigios arquitectónicos que recuerdan su pasado. Entre ellos, destaca un arco de mampostería que aún permanece en pie cerca del río Villa Lobos, un testimonio de la arquitectura colonial tardía que caracteriza a varias construcciones de la antigua finca. Además, las ruinas de una capilla con elementos coloniales siguen en pie, subrayando la importancia histórica y patrimonial de este espacio.
Un elemento de particular relevancia es la campana de 1888 dedicada a Julia Porras, firmada por el escultor Juan Klee, la cual fue restaurada en 2011. Esta reliquia, junto con los restos arquitectónicos, representa el esfuerzo por conservar un legado histórico que vincula a la familia Porras con el desarrollo social y económico de la región. A través de los años, Don Manolo Porras, uno de los herederos actuales, ha mostrado un firme compromiso por restaurar y proteger lo que queda de la finca, destacando la importancia de preservar la memoria de este lugar.
El Frutal no solo es relevante por su valor histórico, sino también por su influencia en la configuración urbana y económica de Villa Nueva y el Área Metropolitana de Guatemala. Las tierras que una vez formaron parte de la finca ahora albergan importantes centros comerciales, complejos residenciales y espacios educativos. Este desarrollo ha contribuido significativamente al crecimiento de Villa Nueva como una de las principales ciudades de la metrópoli, impulsando su expansión y modernización.
La evolución de El Frutal, desde un asentamiento maya hasta un moderno núcleo urbano, refleja la transformación de Guatemala a lo largo de los siglos. La historia de este territorio es un recordatorio de la importancia de valorar y preservar el patrimonio, en tanto constituye un puente entre el pasado y el presente. Hoy en día, mientras la urbanización continúa su avance, El Frutal sigue siendo un símbolo de la rica herencia cultural y económica de Villa Nueva y su influencia en la dinámica regional.

## Geografía física
La localidad se encuentra al este del llamado “Graben de Guatemala”, que define la depresión del Valle de Las Vacas o de La Virgen. Al este del lugar se ubica el río Villalobos que divide administrativamente los municipios de Villa Nueva y San Miguel Petapa.

## Infraestructura

### Servicios
El Frutal, situado en las zonas 5 y 12 de Villa Nueva, es un área estratégica que combina lo comercial y residencial, sirviendo a una población de más de 50 mil habitantes. Esta comunidad está conectada eficientemente a través del Bulevar El Frutal, que enlaza la Avenida Petapa con la Calle Real, facilitando el acceso tanto a la ciudad de Guatemala como a otras zonas clave de Villa Nueva.
En términos de servicios, El Frutal cuenta con una variedad de opciones comerciales y residenciales. La zona alberga centros comerciales modernos que brindan acceso a tiendas, restaurantes, supermercados y entretenimiento, convirtiéndose en un núcleo importante para el comercio local. Las áreas residenciales ofrecen diversas opciones de vivienda, que van desde colonias familiares hasta complejos habitacionales más modernos, proporcionando soluciones para diferentes niveles socioeconómicos.
Además, la proximidad de El Frutal a instituciones educativas, parques recreativos y servicios de salud refuerza su atractivo como una comunidad integral. Su ubicación privilegiada dentro del área metropolitana de Guatemala permite a los residentes acceder de manera rápida y eficiente a la capital del país, lo que facilita el traslado diario para trabajar o estudiar. Este desarrollo, junto con su conectividad con otras áreas importantes como San Miguel Petapa y diversas zonas de Villa Nueva, ha consolidado a El Frutal como una comunidad en constante crecimiento y con gran dinamismo urbano.

#### Lugares poblados
| Lugares poblados dentro de El Frutal |                                      |
| Lugar                                | Tipo                                 |
| Colinas del Paraíso                  | Residencial                          |
| El Frutal                            | Colonia                              |
| El Frutal 1                          | Residencial                          |
| El Frutal 2                          | Residencial                          |
| El Frutal 3                          | Residencial                          |
| El Frutal 4                          | Residencial                          |
| El Frutal 5                          | Residencial y Torres de apartamentos |
| El Renacimiento                      | Colonia                              |
| Entre Valles                         | Torres de apartamentos               |
| Fuentes del Valle 2                  | Urbanización                         |
| La Toscana                           | Residencial                          |
| Panorámica del Frutal                | Colonia                              |
| Paraíso del Frutal                   | Colonia                              |
| Prados del Tabacal 1                 | Residencial                          |
| Prados del Tabacal 2                 | Residencial                          |
| Solana de Entre Valles               | Torres de apartamentos               |

Otras zonas residenciales que anteriormente pertenecieron a la Finca Ingenio El Frutal:
- Marianita
- Planes de Buena Vista
- Planes del Frutal
- San Antonio (San Miguel Petapa)
- Villas del Frutal 1 y 2

### Economía
La economía de El Frutal es diversa y pujante, con una fuerte presencia en los sectores industrial, comercial y educativo. En el ámbito industrial, el Parque Industrial Tubac se destaca por la fabricación de tubería y la comercialización de productos derivados del acero, ofreciendo un servicio de alta calidad que contribuye significativamente al desarrollo local. Además, la fábrica B&B, especializada en servicios de alimentos y bebidas, desempeña un papel importante en la economía de la zona, complementada por Samboro, una empresa guatemalteca con más de 30 años de trayectoria en la fabricación de pisos, azulejos y fachaletas cerámicas, reconocida tanto en el mercado nacional como internacional por la calidad de sus productos.
El comercio también es un pilar económico de El Frutal, siendo sede del centro comercial más grande de Villa Nueva, que atrae a miles de personas diariamente y actúa como el epicentro de la actividad comercial de la zona, ofreciendo tiendas, restaurantes, servicios bancarios y entretenimiento. El sector educativo complementa este dinamismo económico, con numerosos colegios, escuelas, institutos y academias que no solo fortalecen el desarrollo educativo, sino que también generan empleo y una demanda constante de servicios adicionales.

## Sistema de Transporte
Dos rutas del transporte urbano de Villa Nueva TransMIO circulan por dicha zona con dirección a la terminal de buses Centra Sur y al Trébol, también circulan buses extra-urbanos de Villa Nueva y San Miguel Petapa.

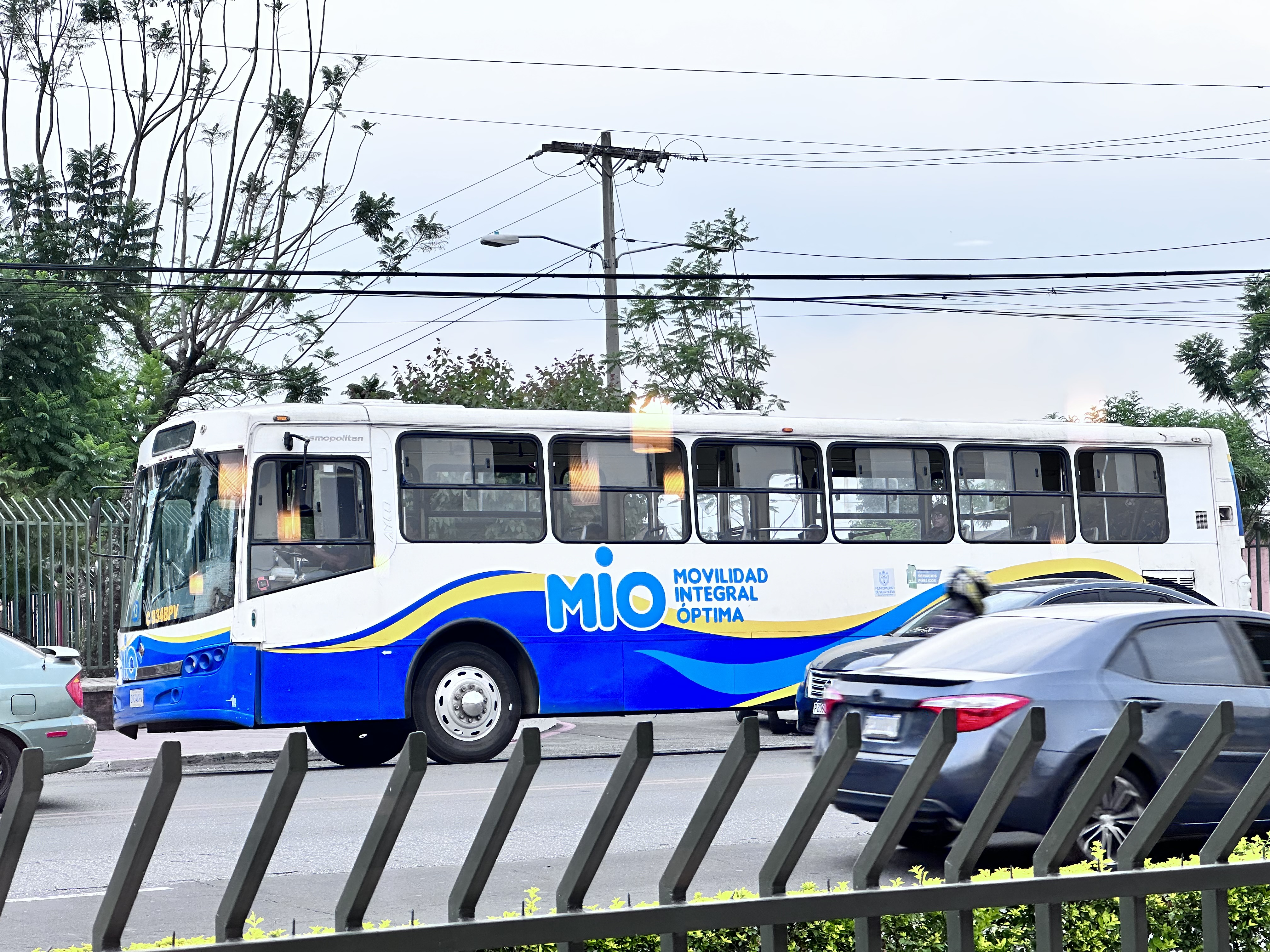
Unidad del TransMIO en El Frutal.

### Línea 1
La primera línea del TransMIO recorre varias zonas del lado este de la ciudad, iniciando el recorrido en Ciudad Santa Clara pasando por el bulevar Los Reformadores, Mercado Concepción, Boulevard El Frutal, Búcaro hasta llegar a la central de transferencia Centra Sur para conectar con el sistema BRT Transmetro y el sistema de tren ligero actualmente en construcción MetroRiel. Esta primera línea fue inaugurada el 20 de diciembre de 2017 e inició operaciones con 25 unidades del nuevo sistema de Transporte Movilidad Integral Óptima, el cobro de dicho recorrido es de 3 quetzales.

### Línea 3
La línea 3 del TransMIO es la ruta con más paradas continuas y es la más larga de todas ya que las unidades recorren un total de 27 kilómetros, esta es la única línea que recorre calles y avenidas de otras jurisdicciones fuera de Villa Nueva. El recorrido inicia en el parque central de Villa Nueva, Boulevard El Frutal y toda la Avenida Petapa para finalizar el trayecto en El Trébol. Esta ruta beneficia a habitantes de la zona 5 de Villa Nueva, zona 7 de San Miguel Petapa y zona 12 de la Ciudad de Guatemala. El cobro del recorrido es de 5 quetzales.

## Galería

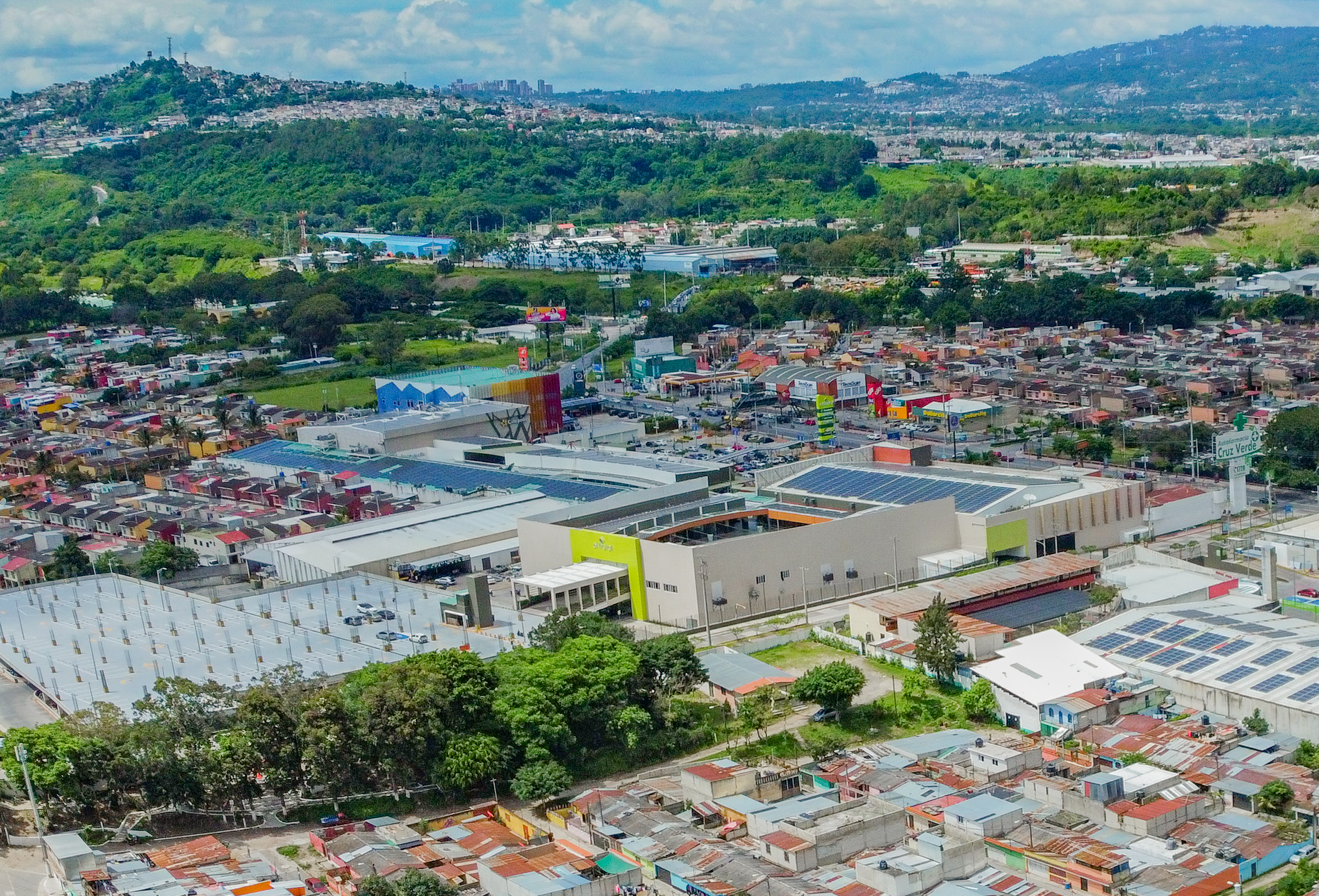
Dentro del área se ubican zonas residenciales, comerciales e industriales
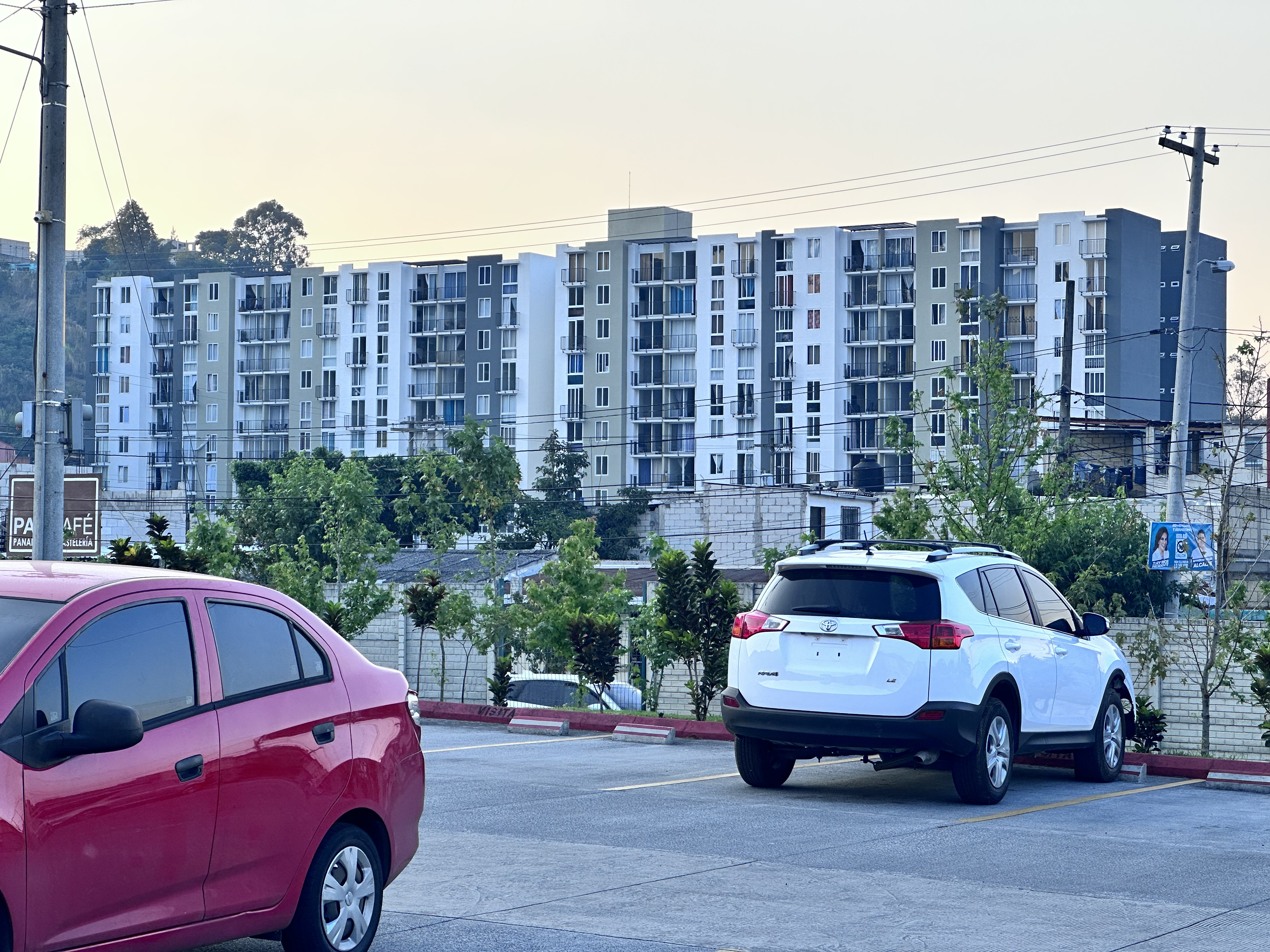
Edificios residenciales en la zona
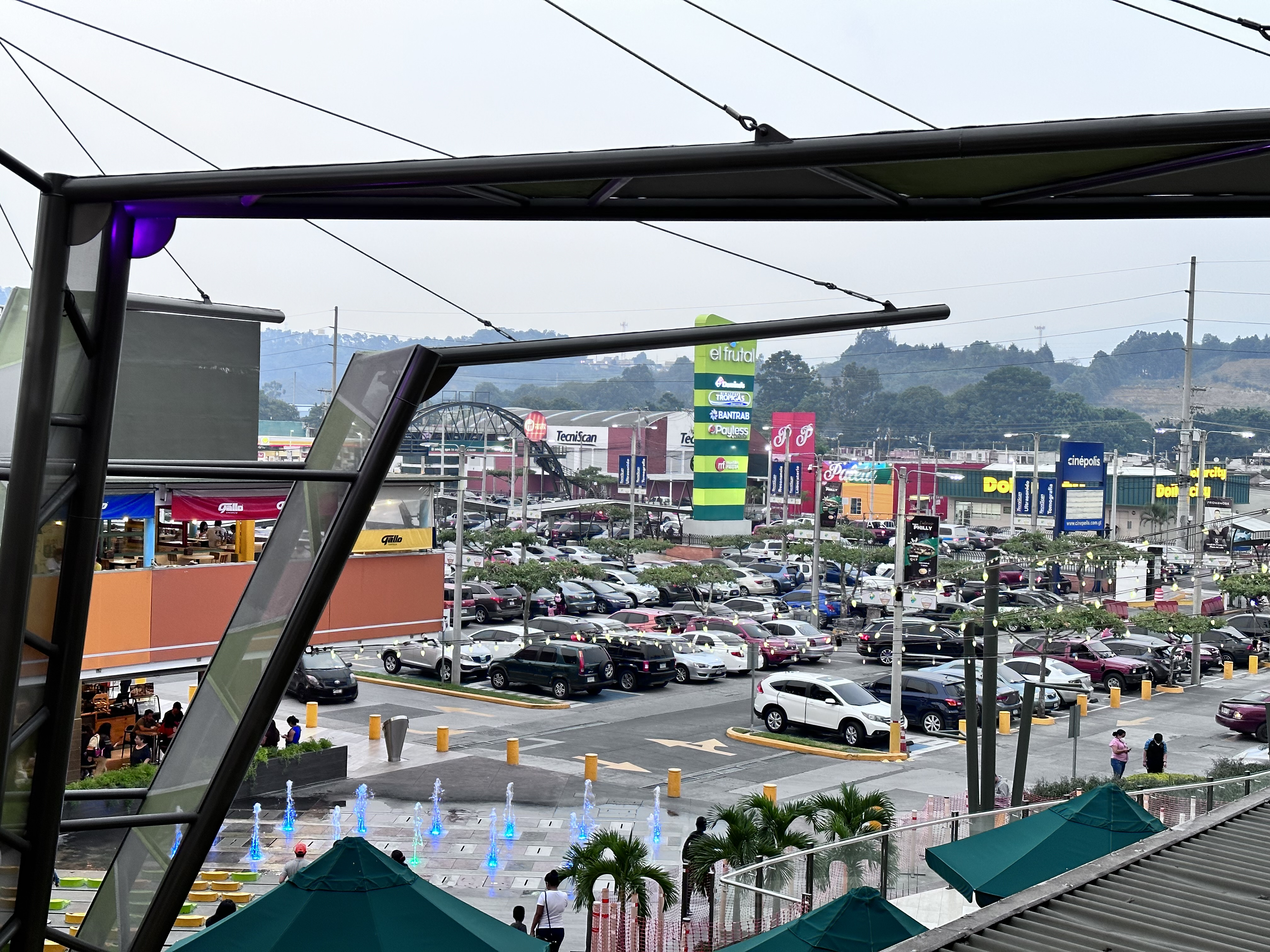
Zona comercial dentro de la localidad
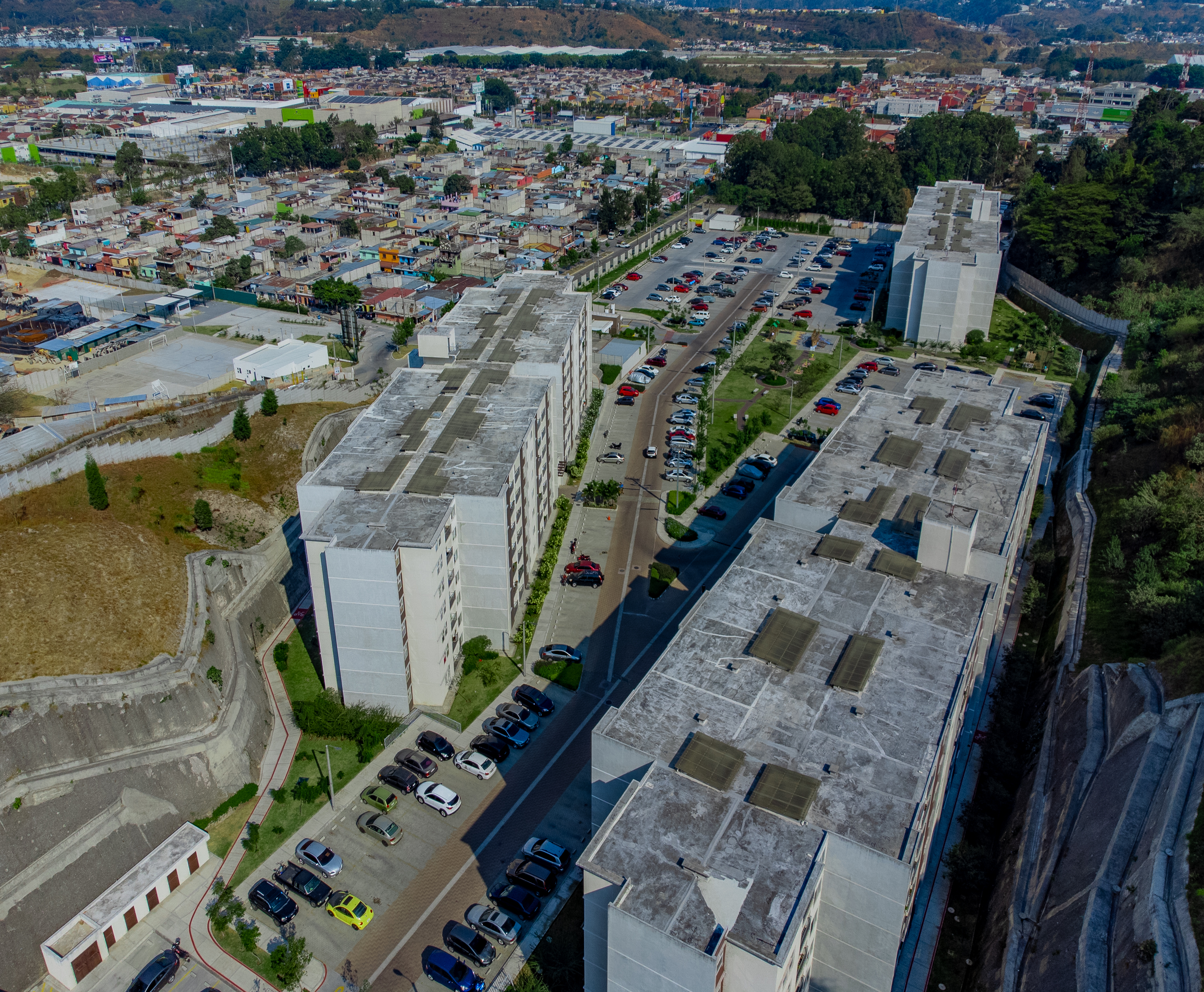
Edificios residenciales en la zona